# Tomáš Wágner
Tomáš Wágner (Praga, 6 marzo 1990) è un calciatore ceco, attaccante del Příbram.

## Palmarès

### Individuale
- Capocannoniere della Fotbalová národní liga: 1

2022-2023 (18 reti)